# サイトメガロウイルス
サイトメガロウイルス（cytomegalovirus; CMV）は、宿主細胞の核内に光学顕微鏡下で観察可能な「フクロウの目 (owl eye)」様の特徴的な封入体を形成することを特徴とするヘルペスウイルスの総称である。ウイルスの分類上はサイトメガロウイルス属とし、この場合ヒトを含む霊長類を宿主とするものに限るが、総称としては近縁で齧歯類を宿主とするムロサイトメガロウイルス (murine cytomegalovirus; MCMV) も含める。
ヒトに感染するのはヒトサイトメガロウイルス (human cytomegalovirus; HCMV) で、これはヒト以外の動物には感染しない。HCMVの学名はヒトヘルペスウイルス5型 (human herpesvirus-5; HHV-5) である。
この項では主にこのヒトサイトメガロウイルス (HCMV) について記述し、ウイルス学の項以外では簡単のためサイトメガロウイルス (CMV) と略して呼称する。
CMVは通常、幼小児期に唾液・尿などの分泌液を介して不顕性感染し、その後潜伏・持続感染によって人体に終生寄生することで人類集団に深く浸透している。日本では、成人期での抗体保有率は60%〜90%と高い。
健常人では脅威とならないが、免疫の未熟な胎児・免疫不全状態の臓器移植・AIDS患者・免疫抑制療法などではウイルス増殖による細胞及び臓器傷害で生命を脅かす。
先天性感染（胎児の際の母子感染）を起こすと、そのうち日本では約20%が子宮内発育遅延・肝脾腫・小頭症などの顕性感染を呈し、残りの10〜20%の不顕性感染児で発育期に感音性難聴や精神発達遅滞等の機能障害を生ずる。
CMVは免疫の老化（疲弊）と関わっており、加齢に伴ってCMV以外の感染症に対する防御能の低下をきたす。
またCMVが腫瘍細胞に感染すると、腫瘍細胞が腫瘍免疫や抗癌剤に対する抵抗性を獲得して悪性度を増す可能性がある (oncomodulation)。
1990年にはCheeらによってHCMVの全塩基配列が決定されている。

## 変遷
サイトメガロウイルス (cytomegalovirus; CMV) という名称は、CMVは自身が感染した細胞を (cyto-) 巨大化 (megalo-) させることに由来し、ヒトサイトメガロウイルス (human cytomegalovirus; HCMV) の最初の分離者の1人であるWeller T. H.によって1957年にその名称が与えられた。
CMVは、1881年にドイツの病理学者Ribbert H.が梅毒様症候を呈した死産児の腎で "owl eye（フクロウの目）" 様の特徴的な核内封入体を持つ巨細胞を観察し、学会発表したのが最初の報告である（論文発表は1904年で当初は寄生虫感染と推測されていた）。
マウスに感染するムロサイトメガロウイルス (murine cytomegalovirus; MCMV) は1954年に報告された。

## 疫学
CMVは母子間で経胎盤・経産道・経母乳等のルートで垂直伝搬をおこし、その後はキス等の唾液の交換、尿などからの接触あるいは飛沫により直接的あるいは間接的に、精液や子宮頸管分泌液を介して性的に、さらに移植や輸血等により医原的に水平伝搬を起こす。
CMVは広い臓器親和性（向汎性）を有するため種々の臓器に潜伏感染（ウイルスゲノムは存在するが感染性のウイルス粒子は産生されない状態）し、終生宿主に持続感染し排除されない。外因感染ののち、種々の誘因で再活性化（潜伏したウイルスゲノムから感染性のウイルス粒子の産生）し、内因感染を起こす。日本では、成人期での抗体保有率は60%〜90%と高く、多くの人が幼児期に不顕性感染していると言われている。なお、日本では1990年代以降妊娠可能年代の女性の抗体保有率が低下しており、2000年代には70%まで低下しているとされている。そのため、先天性感染や周産期感染による新生児サイトメガロウイルス感染数の増加が懸念されている。

## 構造

簡単なサイトメガロウイルスの構造

ヒトサイトメガロウイルス (human cytomegalovirus; HCMV) はDNAウイルスのヘルペスウイルス科に属し、ゲノムの大きさは、直径約180nm、230 kbpからなる2本鎖DNAウイルスである。
HCMVはβヘルペスウイルス亜科サイトメガロウイルス (Cytomegalovirus) 属を代表するウイルスであり、ヒトヘルペスウイルス5型 (human herpesvirus-5; HHV-5) とも呼ばれるヒトに感染するヘルペスウイルスの一種である。
HCMVは大型のDNAウイルスであるヘルペスウイルスの中でも最大級の大きさを持つ。最外側 (coat) は脂質二重膜のエンベロープ (envelope) で覆われ、内部に4つの立体構造の異なるDNA isomerからなるゲノムを内包する正20面体のタンパク質の殻（カプシド：capsid）がある（ヌクレオカプシド：nucleocapsid、という）。エンベロープとヌクレオカプシドの間にテグメント (tegument) を含む。ウイルス粒子（ビリオン：virion）は約70種類のウイルス蛋白で構成されるが、テグメント蛋白のpp65(UL83)が最も多く含まれ (15%)、好中球に取り込まれたpp65の検出はウイルス抗原血症（アンチゲネミア：antigenemia）の早期診断に有用である。

## 感染
HCMVはヒトにのみ感染し、広い臓器親和性（向汎性）を有する。HCMV感染細胞における感染様式は、許容性感染・非許容性感染・潜伏感染に大別される。HCMVに許容性を示す細胞は多数知られ、間葉系細胞（線維芽細胞・血管内皮細胞・平滑筋細胞）、上皮系細胞（網膜色素上皮細胞・胎盤栄養膜細胞・腎尿細管上皮細胞）、血球系細胞（樹状細胞・マクロファージ）、神経系細胞（神経前駆細胞・神経細胞・グリア細胞）などがある。
サイトメガロウイルスによる感染症は、幼児期の初期感染と免疫抑制状態で再活性化することで様々な病態を起こす。通常は、幼児期に何の病態も示さない不顕感染で終わり潜伏感染のまま推移する。しかし、免疫系が正常であっても、肝炎、伝染性単核症様の症状、ごく希に胃腸炎を呈する事があるが、先天性感染以外では、聴覚神経、視覚神経への障害リスクは低い。
主な感染経路は、
- 体液、分泌物との接触。 - 非性的接触、性的接触。
- 胎内感染 - 新生児に先天性の感染症を生じる。
- 輸血、臓器移植 - 白血球内に感染したサイトメガロウイルスが感染し、2 - 4週間後に発熱、まれに肝炎を発症することもある[18]。また、免疫抑制療法中に生じた腸炎や大腸穿孔[19]が報告されている。

## 臨床像

### 分類
先天性感染
- 先天性サイトメガロウイルス (CMV) 感染症

感染歴を有しないCMV抗体が陰性の妊婦のうち、1% - 2%が妊娠中に初感染をし、感染妊婦の約40%が胎児感染に至る。胎児感染例の20%は症候性であるが、80%は無症候性の先天性感染である。症候性の感染児は新生児の約0.1%とされ、妊婦が妊娠初期にサイトメガロウイルスに初感染すると、胎児に移行感染し、流産、死産、新生児の死亡 (30%)の原因となることがあるほか、難聴、小頭症、頭蓋内石灰化等をきたすことが多い。先天性巨細胞封入体症とも呼ばれる。TORCH症候群の1つ。なお、無症候性の先天性感染児のうち何らかの障害を発症するのは10% - 15%とされている。
ウイルス培養によりトキソプラズマ症、風疹、梅毒などの他の先天性感染症と鑑別の必要がある。
後天性感染
主症状は、発熱、肝機能異常、頚部リンパ節腫脹、肝脾腫などで、急性熱性疾患としてはCMV肝炎、伝染性単核球増加症と似た非定型リンパ球増加症。
- サイトメガロウイルス網膜炎

網膜出血等を生じる。
- サイトメガロウイルス肺炎

化学療法後や後天性免疫不全症候群などの免疫力が低下している状態に引き起こる。後天性免疫不全症候群患者の主要死因である。
- サイトメガロウイルス髄膜炎

化学療法後や後天性免疫不全症候群などの免疫力が低下している状態に引き起こる。
- サイトメガロウイルス腸炎

潰瘍性大腸炎等のステロイド治療中に起こる。

### 検査
検査法は主に以下が用いられる。
- 抗体検査
  - CMV-IgG：既感染者で陽性を示す。日本では成人の90%以上が陽性とされるが、陽性率は低下している。
  - CMV-IgM：初期感染・再賦活時に上昇を示す
- 抗原検査
  - C7-HRP：CMVpp65抗原をペルオキシダーゼ標識ヒトモノクローナル抗体で染色し、鏡検下に細胞質が栓塞された好中球数を検索し評価していく。陽性細胞数/好中球10万個
  - C10/C11：CMVp65抗原のモノクローナル抗体とアルカリホスファターゼ標識2次抗体で染色し、鏡検下に細胞質が栓塞された好中球数を検索し評価していく
- ウイルス検査
  - CMV-DNA：PCR法にてウイルス量を直接測定する

### 治療
初期感染時と再賦活時が感染活動期であり、基本的に一般健常人においては安静での経過観察となる。免疫低下状態（後天性免疫不全症候群・免疫抑制剤での治療中等）・臓器移植後（造血幹細胞移植後・腎移植後等）・悪性腫瘍（白血病等）等の基礎疾患のある患者に対して、抗ウイルス薬での保険治療適応とされている。また、先天性感染感染児に対する抗ウイルス薬投与は難聴の改善効果が認められている。
- ガンシクロビル Ganciclovir (GCV)：デノシン®

点滴製剤
- バルガンシクロビル Valganciclovir (VGCV)：バリキサ®

経口内服錠剤
- ホスカルネット Foscarnet：ホスカビル®

点滴製剤
- レテルモビル letermovir：プレバイミス®

経口内服錠剤　点滴製剤
- マリバビル Maribavir：リブテンシティ®

経口内服錠剤
- シドフォビル Cidofovir

耐性ウイルスの場合に投与。現在日本では未承認

### ワクチン
2022年現在、有効なワクチンは実現していないが、モデルナがRNAワクチン「mRNA-1647」を研究している。

## 免疫の老化（疲弊）
健常CMVキャリアにおけるCMV特異的細胞傷害性CD8+T細胞の比率は中央値で10%と予想以上に高く、40%に達することもある。また、加齢に伴ってこの比率が上昇する。どの様な機構によるのかは未だ不明であるが、加齢に伴ってこのCMV特異的T細胞の少クローン性の増大 (memory inflation) を生じると、ナイーブT細胞が減少しCMV以外の感染症に対する防御能の低下をきたす。一方、長寿の家系ではこの様な現象が見られない。これらの事実からCMVに対するT細胞反応の増大が、免疫の老化（疲弊）と密接に関連し、その重要な指標と考えられている。
この疲弊した細胞傷害性CD8+T細胞は、T細胞抑制性のCD28スーパーファミリー受容体のPD-1 (programmed death-1) 受容体を発現しているという特徴がある。CD8+T細胞は、リガンドであるPD-L1によるPD-1の活性化によってその機能が抑制される。PD-1/PD-L1の相互作用を阻害すると抗ウイルスCD8+T細胞の働きが回復しウイルスの量が減るので、CMVはこの経路の継続的な活性化を行うことにより、免疫によるウイルスの除去能を低下させている。

## oncomodulation
CMVそのものは同じヘルペスウイルス科のEBウイルスのように悪性腫瘍を引き起こす腫瘍ウイルス（癌ウイルス）とは一般的には考えられていない。しかしCMVは悪性腫瘍を引き起こすというよりはむしろ、CMVが腫瘍細胞に感染し、腫瘍細胞に腫瘍免疫や抗癌剤に対する抵抗性を獲得させ悪性度を高める（oncomodulation：オンコモデュレーション）可能性があることが、近年の研究にて明らかとなっている。このCMVによる腫瘍細胞のoncomodulationは1996年にドイツの研究者らが提起している。

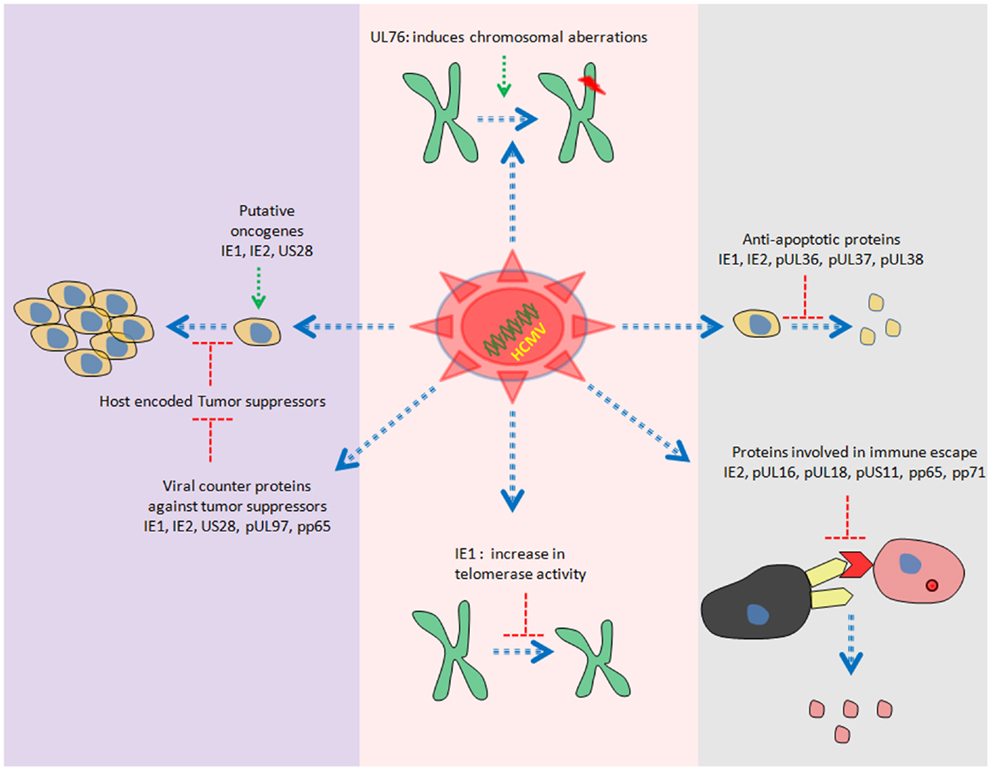
UL76ウイルス蛋白は、染色体の変異 (chromosomal aberrations) を誘導する。IE1ウイルス蛋白は、テロメラーゼ活性 (telomerase activity) を上げる。IE1・IE2・pUL36・pUL37・pUL38ウイルス蛋白は、アポトーシスを阻害するウイルス蛋白(anti-apoptotic proteins)で、腫瘍細胞の不死化を亢進させる。IE1・pUL16・pUL18・pUS11・pp65・pp71ウイルス蛋白は、免疫機構からの逃避 (immune escape) に関わり、腫瘍免疫への抵抗性を上げる。IE1・IE2・US28 ウイルス蛋白は、癌遺伝子として働くと推察される蛋白 (putative oncogenes)。IE1・IE2・US28・pUL97・pp65ウイルス蛋白は、癌抑制遺伝子のカウンター蛋白質 (viral counter proteins against tumor suppresors) であり、発癌の抑制を阻害する。

### グリオーマ（神経膠腫）
グリオーマ（神経膠腫）とは、脳実質から発生する脳腫瘍および髄内から発生する脊髄腫瘍のうち、グリア細胞（膠細胞）由来のものを指す。このグリオーマからCMVが非常に高率（90%以上）に検出されており、CMVとグリオーマとの関わりが指摘されている。
グリオーマと診断された患者の80%の血中から、検出できるレベルのCMV-DNAが見られたという報告もある。

### 大腸癌
大腸癌におけるCMVのoncomodulationも考えられている。
163例の大腸腫瘍検体のうち69例 (42.3%) からCMVが検出され、そのうち54検体から顕著に多量なCMV-DNAがPCRにて確認され、in situ ハイブリダイゼーションによってCMVは大腸新生物の上皮細胞質に存在していることが分かり、対して大腸腫瘍に隣接した非新生物性組織からは14例 (5.6%) からのみCMVが検出され、そのCMV-DNA量も大腸腫瘍組織のそれと比べて低かったという報告がある。
また近年のメタアナリシスによれば大腸癌からのCMV検出率は27.5%ほどであり、さらに大腸癌組織におけるCMVのウイルス量が正常な組織に比べ高いこと、腫瘍のステージ・組織学的な腫瘍のグレード・ポリープと腺腫の間でCMVの存在率にはあまり違いがないことが示されている。

### 前立腺癌
前立腺癌とCMVの関わりも考えられている。
前立腺上皮内腫瘍 (prostatic intraepithelial neoplasia; PIN) ないしは過形成基底細胞 (basal cell hyperplasia)、ないしは前立腺癌においてCMVが高率（22例中22例）に検出されているという報告がある。CMV蛋白の発現率は前立腺癌に比べ、前立腺上皮内腫瘍ないしは過形成基底細胞の病変部の方が高い。前立腺上皮内腫瘍とは、前立腺の内面または外面を覆う細胞の非がん性の腫瘍であり、高悪性度前立腺上皮内腫瘍があると前立腺癌に罹る危険性が高い。

### 粘表皮癌
粘表皮癌組織からCMVが検出されたことが報告されている。粘表皮癌におけるCMVの検出率は97%という論文があり、この論文の中ではCMVは腫瘍ウイルスとして考えるに値すると示されている。

### 非メラノーマ性皮膚癌
非メラノーマ性皮膚癌とCMVの関連が報告されている。

### EBウイルス陰性ホジキンリンパ腫
CMVと同じヘルペスウイルス科のEBウイルス (EBV) はホジキンリンパ腫を引き起こす腫瘍ウイルスとして有名であるが、このEBVが陰性のホジキンリンパ腫の組織からCMVが陽性となったことが報告されている。

### 皮膚T細胞性リンパ腫
皮膚T細胞性リンパ腫 (cutaneous T cell lymphoma; CTCL) は、皮膚に生じる悪性リンパ腫の一群で、複数あるリンパ球のうち腫瘍の由来となる細胞がT細胞であるものをいう。CTCLに含まれる病気には菌状息肉症、セザリー症候群、成人T細胞白血病リンパ腫、原発性皮膚CD30陽性リンパ増殖症（未分化大細胞性リンパ腫など）、皮下脂肪織炎様T細胞リンパ腫、節外性NK/T細胞リンパ腫（鼻型）など多数ある。
このCTCL（菌状息肉症、セザリー症候群）の患者において、CMV抗体価が健常対照群に比べ高いという報告がある。しかしこれを否定する結果もある。

### 乳癌
乳癌におけるCMVのoncomodulationも考えられている。

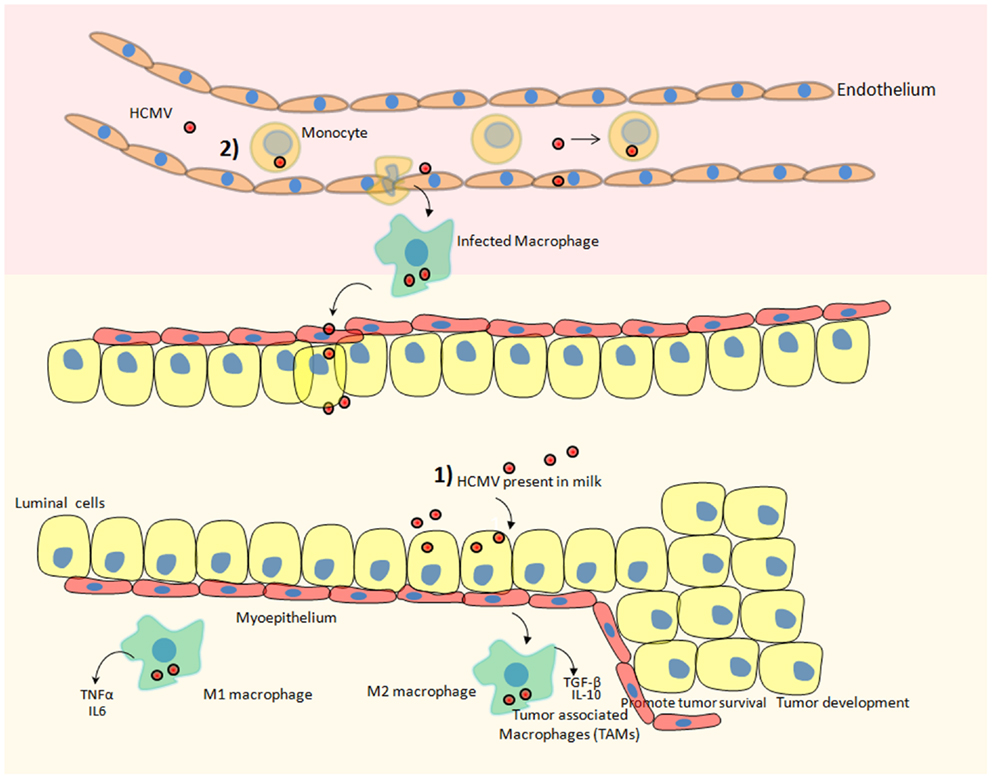
ヒトサイトメガロウイルス (HCMV) 感染によって、最終的には2通りの潜在的な方法で乳癌が発生しうる。(1) 乳汁に存在するHCMV (HCMV present in milk) は、乳管に一列に並び、ほとんどの前駆物質を乳汁の成分に変換し、それらを腺腔側に輸送する、乳腺上皮細胞 (mammary epthelial cells, luminal cells) に直接感染できる。その後、乳組織に存在するマクロファージ (macrophage) は、前腫瘍性の微小環境を好むHCMVに感染されうる。(2) ウイルス血症などで血中に存在するHCMVは、血中を循環する単球 (monocyte) に感染できる。そのHCMVに感染した単球は、血管内皮細胞 (endothelium) を通しての乳組織への遊走の際に、HCMVに感染したマクロファージ (infected macrophage) に分化しそしてウイルスを乳腺上皮細胞に輸送することができる。さらに、単球ないしはマクロファージはHCMVの主要な感染リザーバーである。HCMVは単球やマクロファージをM1ないしはM2の表現型へと分化させることができる。M1マクロファージ (M1 macrophage) はIL-6・TNF-αといった炎症誘発性サイトカインを産生し、対してM2マクロファージ (M2 macrophage) はIL-10・TGF-βといった乳癌の進行を促進できる免疫抑制因子を産生する。腫瘍の生存促進 (promote tumor survival)・腫瘍生成 (tumor development) によって、予後の悪い乳癌やその進行を加速させる腫瘍関連マクロファージ (tumor-associated macrophages; TAMs) は、HCMVによって優先的に活性化される。myoepithelium：筋上皮。

乳汁からのCMV感染は普遍的な感染ルートの一つである。それゆえにCMVの乳腺における持続感染は、正常な女性の多くにおいて起こっている。正常な乳組織の27例から17例 (63%)、乳腺新生物上皮細胞32例から31例 (97%) にCMV感染が確認されたという報告がある。
また乳癌の一種の炎症性乳癌とCMVの関わりも知られている。この癌は他とは変わっていて、乳癌のしこりがないこともしばしば見受けられ、マンモグラフィーや超音波検査で発見することができない。この炎症性乳癌の患者においてはそうでない患者に比べCMV-IgG抗体価が高いこと、炎症性乳癌検体におけるCMV-DNA量・NF-κB活動度がそうでない患者の物と比べ高いことが報告されている。
CMVは感染した単球を形質転換によって二極分化させることができる。一つが単球を炎症表現系のM1マクロファージに分化させることであり、もう一つが免疫抑制系のM2マクロファージに分化させることである。炎症表現系のM1マクロファージはTNF-αやIL-6といった炎症性サイトカインを産生し、これらの炎症性サイトカインの産生が長引くと癌の形成が促されることが知られている。また、腫瘍微小環境と関わっている腫瘍関連マクロファージ (tumor-associated macrophages; TAMs) は主にIL-10・TGF-βといった免疫抑制性サイトカインを産生するM2マクロファージによって成立しており、乳癌細胞の微小環境にマクロファージが浸潤する際には、M2マクロファージの形質を獲得しうる。これらの免疫抑制性のM2マクロファージは腫瘍免疫を抑制し、乳癌の生存促進や腫瘍形成を促進し、間接的に乳癌の形成に関わる。